# Karl-Josef Laumann

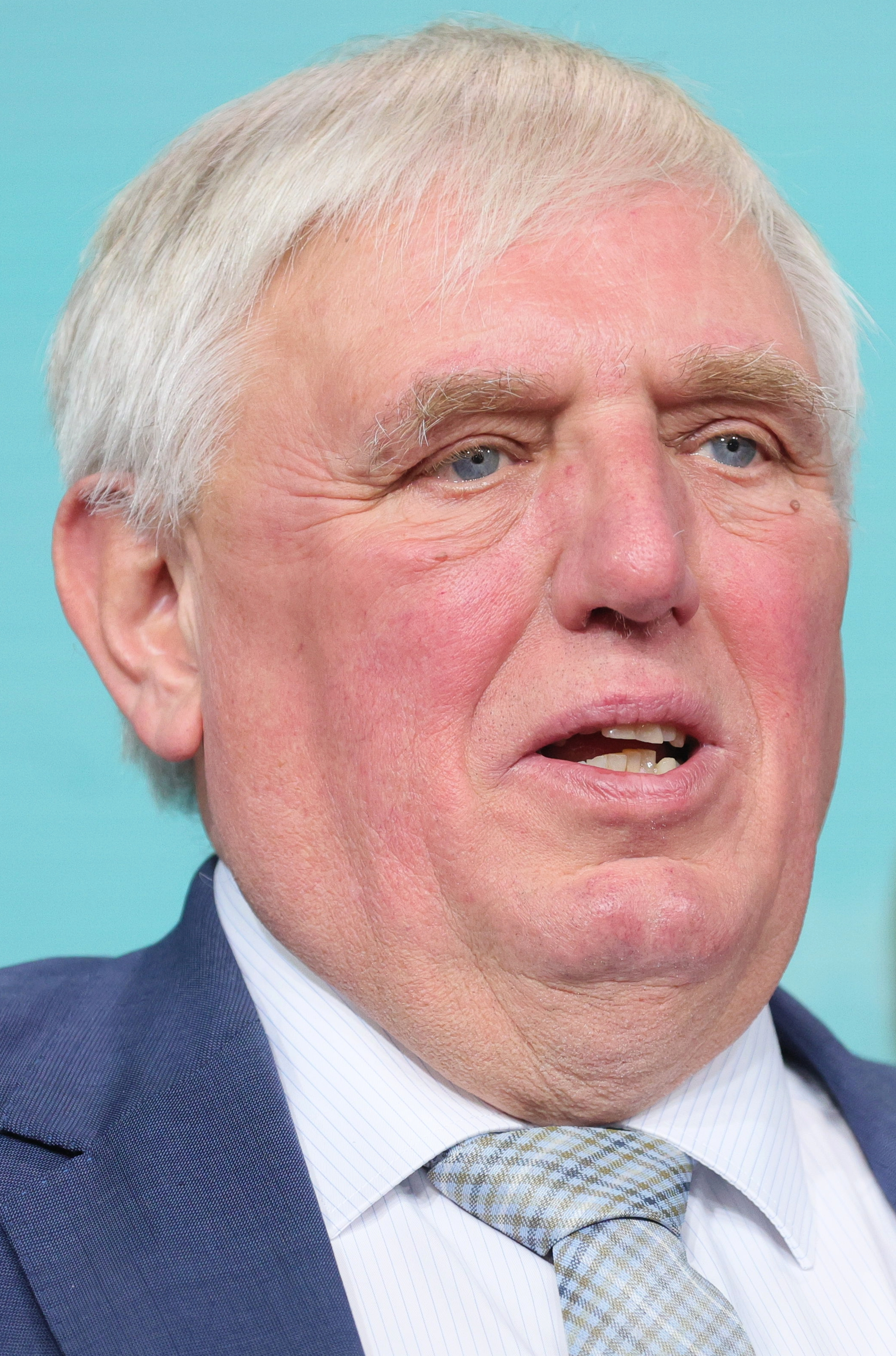
Karl-Josef Laumann (2025)

Karl-Josef Laumann (* 11. Juli 1957 in Riesenbeck) ist ein Politiker der CDU und seit 2017 Minister für Arbeit, Gesundheit und Soziales des Landes Nordrhein-Westfalen. Dieses Amt hatte er bereits von 2005 bis 2010 inne. Seit dem 6. Mai 2024 ist er stellvertretender Vorsitzender der CDU Deutschlands, von 2005 bis 2024 war er Bundesvorsitzender der CDA.

## Leben

### Herkunft, Ausbildung und berufliche Tätigkeit (1957 bis 1990)
Laumann und seine zwei Brüder wuchsen in Birgte in einer konservativ-katholisch geprägten Landwirtsfamilie auf. Er besuchte von 1968 bis 1974 die Harkenberg-Hauptschule in Hörstel, die er mit dem Hauptschulabschluss (Typ 10 A) abschloss. Wie sein Vater wollte auch Laumann zunächst Landwirt werden. Als der ältere Bruder den Hof übernahm, entschied er sich für eine Berufsausbildung zum Maschinenschlosser. Schon während seiner Ausbildung, die er bis 1977 absolvierte, wurde Laumann Mitglied der IG Metall. Seinen Wehrdienst (letzter Dienstgrad Obergefreiter) leistete er bis 1978 ab. Von 1978 bis 1990 war Laumann als Maschinenschlosser bei der Niemeyer Agrartechnik GmbH in Hörstel-Riesenbeck tätig. In dieser Zeit war er auch als Betriebsrat im Unternehmen aktiv. Mit seiner Ehefrau Agnes Laumann wohnt er in Riesenbeck und ist Vater von drei erwachsenen Kindern.
Laumann war der erste Spitzenbeamte in der Geschichte der Bundesrepublik Deutschland, der mit einem Hauptschulabschluss und ohne akademische Qualifikation zum beamteten Staatssekretär auf Bundesebene ernannt wurde.

### CDU-Politiker (seit 1974)

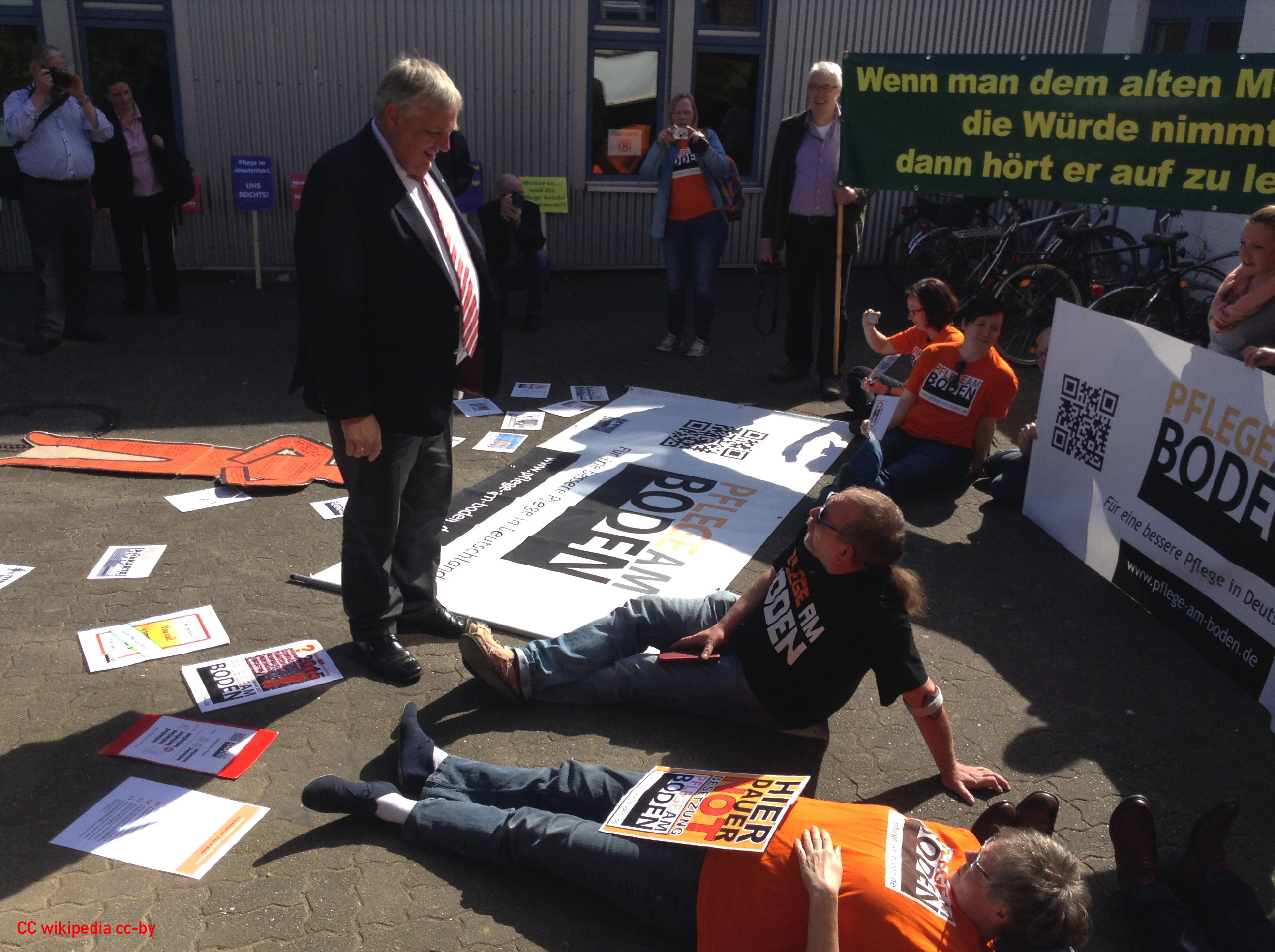
Begegnung mit Pflege am Boden (2015)

Laumann begann seine politische Karriere bei der Jungen Union im Kreis Steinfurt, deren Ehrenvorsitzender er bis heute ist. Als 17-jähriger Maschinenschlosserlehrling wurde Laumann 1974 Mitglied der CDU und 1977 auch Mitglied der Christlich-Demokratischen Arbeitnehmerschaft (CDA). Karl-Josef Laumann war von 1986 bis 2010 Vorsitzender des CDU-Kreisverbandes Steinfurt und von 2003 bis 2024 Vorsitzender des CDU-Bezirksverbandes Münsterland.
Laumann gehört außerdem dem CDU-Bundesvorstand, seit 2004 auch dem Präsidium der CDU an. Der CDU-Bundesparteitag im Mai 2024 wählte ihn mit dem besten Ergebnis der fünf Kandidaten zum stellvertretenden Parteivorsitzenden. Von 2005 bis 2024 war er Bundesvorsitzender der CDA (Christlich-Demokratische Arbeitnehmerschaft), seitdem ist er einstimmig Ehrenvorsitzender. Zu seinem Nachfolger wurde Dennis Radtke gewählt. Seit vielen Jahren ist Laumann in der Katholischen Arbeitnehmerbewegung (KAB) aktiv. 1998 wurde er zum Bezirksvorsitzenden der über 7.000 Mitglieder zählenden KAB Nord-Münsterland gewählt. Dieses Amt hatte er bis 2014 inne.
Von 1979 bis 2004 war Laumann Ratsmitglied der Stadt Hörstel.

### Bundestagsabgeordneter in Bonn und Berlin (1990 bis 2005)

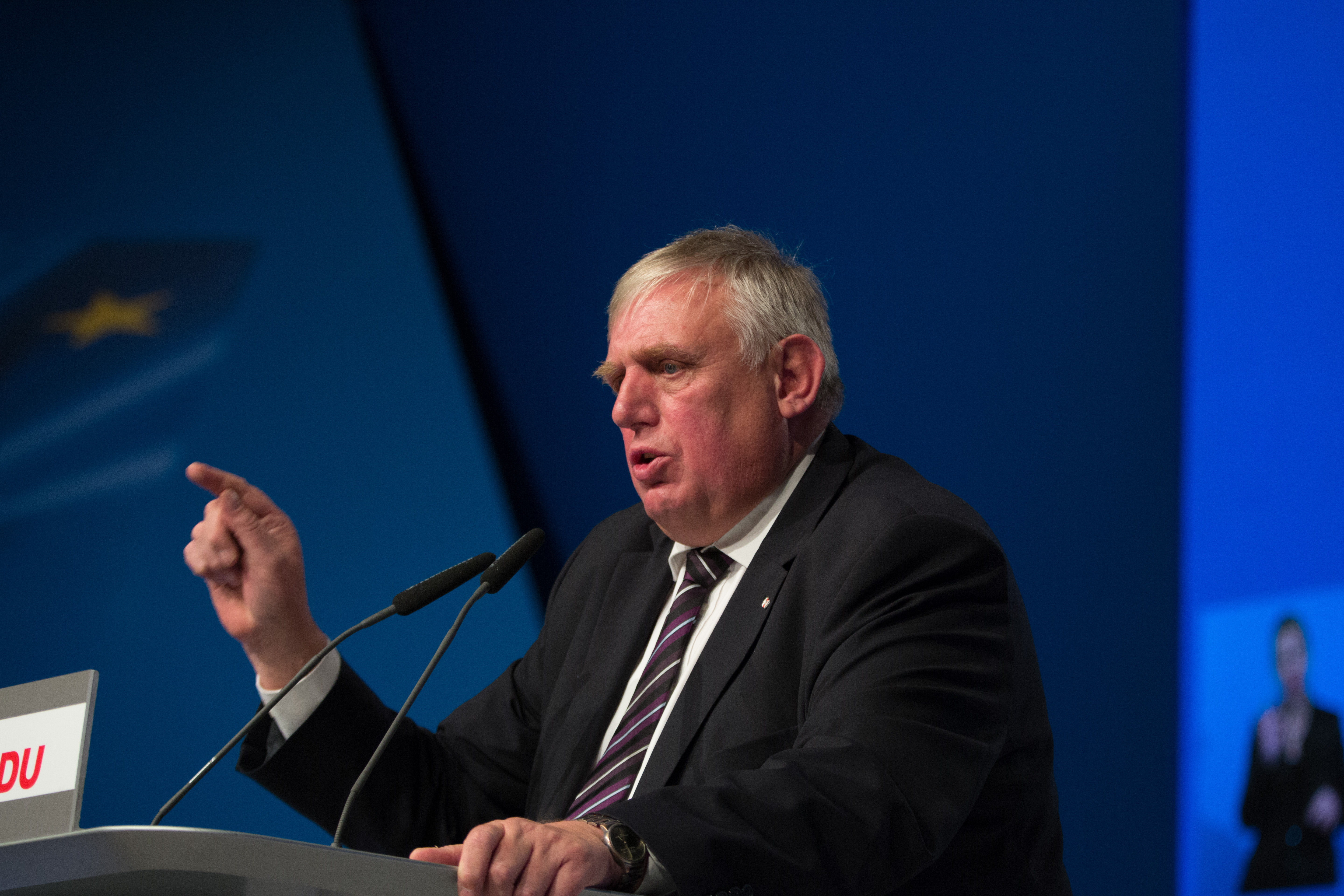
Laumann auf dem CDU-Parteitag (2016)

Laumann war von 1990 bis zu seinem Ausscheiden am 28. Juni 2005 Mitglied des Deutschen Bundestages. Hier war er von 2000 bis 2002 Vorsitzender der Arbeitsgruppe Arbeit und Soziales und von 2002 bis 2005 Vorsitzender der Arbeitsgruppe Wirtschaft und Arbeit der CDU/CSU-Bundestagsfraktion. Er gewann 1990 das Direktmandat in seinem Wahlkreis Steinfurt II, bei den späteren Wahlen unterlag er dort dem SPD-Kandidaten und zog über die Landesliste in den Bundestag ein.

### Landtagsabgeordneter in Nordrhein-Westfalen (2005 bis 2013 und ab 2022)
Dem nordrhein-westfälischen Landtag gehörte er seit dem 4. August 2005 an, als er für den ausgeschiedenen Abgeordneten Hans Peter Lindlar nachrückte. Von 2010 bis 2013 war er Vorsitzender der CDU-Fraktion im Landtag. Bei der vorgezogenen NRW-Landtagswahl am 13. Mai 2012 verteidigte Laumann erfolgreich seinen Wahlkreis Steinfurt II mit 45,1 % der Erststimmen. Am 18. Dezember 2013 legte Laumann aufgrund der Übernahme bundespolitischer Aufgaben (siehe unten) sein Mandat und somit auch den CDU-Landtagsfraktionsvorsitz nieder. Bei der Landtagswahl am 15. Mai 2022 gewann er den Wahlkreis Steinfurt III mit 43,9 % der Stimmen und zog somit nach gut achtjähriger Unterbrechung wieder in das Parlament ein.

### Staatssekretär im Bundesministerium für Gesundheit (2013 bis 2017)
Von Dezember 2013 bis Juni 2017 war Karl-Josef Laumann Der Beauftragte der Bundesregierung für die Belange der Patientinnen und Patienten sowie Bevollmächtigter der Bundesregierung für Pflege im Amt eines Staatssekretärs im Bundesministerium für Gesundheit.

### NRW-Landesminister für Arbeit, Gesundheit und Soziales (2005 bis 2010 und seit 2017)

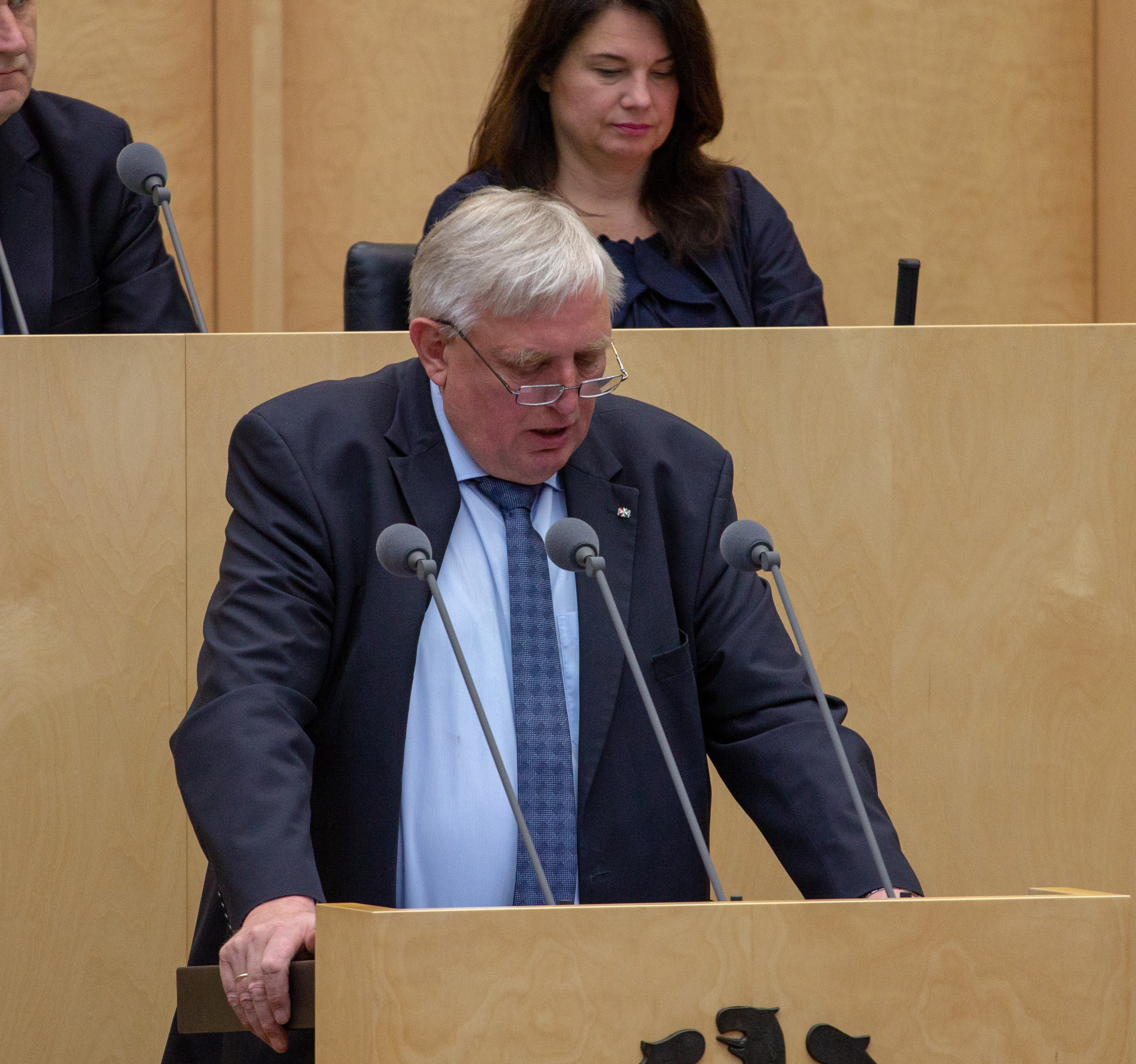
Karl-Josef Laumann im Bundesrat (2019)

Karl-Josef Laumann ist seit dem 30. Juni 2017 Minister für Arbeit, Gesundheit und Soziales in Nordrhein-Westfalen (zunächst im Kabinett Laschet, anschließend in den Kabinetten Wüst I und II). Dieses Amt hatte er schon von 2005 bis 2010 im Kabinett Rüttgers inne.

## Politische Positionen und Kritik

### Grundsätzliche Einstellung
Laumann gilt als bodenständiger Parteisoldat, der immer loyal zu seinen NRW-Parteichefs (Rüttgers und Laschet) war/ist. Als Anhänger der Christlichen Soziallehre und langjähriges IG-Metall-Mitglied setzt er sich trotz parteiinternen Kritikern stets für Arbeitnehmerrechte ein. Sein politisches Motto ist: Tue recht und scheue niemand. Die Frankfurter Allgemeine Zeitung beschreibt den Politikstil von Laumann als Poltern für die soziale Sache.
Kurz vor dem CDU-Parteitag im November 2006 stieß Laumann eine Diskussion über die Sozialsysteme an, als er sich in einem Interview gegenüber der Westdeutschen Zeitung äußerte:

„Das Prinzip, dass jemand, der lange Beiträge gezahlt hat, auch längere Zeit das Arbeitslosengeld I bezieht als ein junger Säufer, der nichts geleistet hat, ist richtig und sozial.“

Diese Äußerung war sowohl in der Union als auch in der Gesellschaft Anlass zu Diskussionen. Während eher links stehende Gruppierungen die Wortwahl stark kritisierten und Entschuldigungen forderten, erhielt Laumann aus dem bürgerlichen Lager und aus den Gewerkschaften positive Rückmeldungen. Auf dem Parteitag selbst gab es ein spürbares Umschwenken der CDU zu den Vorschlägen von Rüttgers und Laumann hin, die soziale Kompetenz der Partei zu stärken und als Lehren aus der Bundestagswahl auf diesem Feld wieder aktiver zu werden. Mitte November 2011 stimmte die Bundes-CDU auf ihrem Parteitag in Leipzig für einen Entwurf, der alle Branchen zur Festlegung eines Mindestlohnes zwingt. Laumann kämpfte jahrelang für dieses Projekt; 2011 sprachen sich auch Kanzlerin Angela Merkel, Arbeitsministerin Ursula von der Leyen und andere CDU-Spitzenpolitiker dafür aus.
„Die Pflegenoten sind gescheitert“, erklärt Laumann am 1. April 2015. Er kündigt an, dass er sich für einen Bundestagsbeschluss einsetzen will, damit ab 2016 keine Pflegenoten mehr veröffentlicht werden müssen. Als Gesundheitsminister von NRW organisiert Laumann die Befragung der Pflegefachkräfte des Bundeslands, um eine Landes-Pflegekammer auf den Weg bringen zu können.
Im August 2018 sorgte er für die Unterbringung des aus den Vereinigten Staaten abgeschobenen SS-Helfers Palij in einem Seniorenheim in Ahlen.

### Pflegekammer NRW
Karl-Josef Laumann setzt sich über viele Jahre für die Errichtung von Pflegekammern ein: Schon als Bevollmächtigter der Bundesregierung für Pflege veröffentlichte er 2016 in einem Positionspapier: Eine unabhängige, institutionalisierte Selbstverwaltung, die mit allen Rechten und Pflichten einer eigenverantwortlichen Berufskammer ausgestattet wäre, sei die Voraussetzung, um die Herausforderungen der Zukunft zu meistern.
Zur Pflegekammer NRW schrieb er 2019, sie wäre „ein klares Signal an die Beschäftigten in der Pflege: Der Stellenwert und die Interessen des Pflegeberufs in unserem Gesundheitssystem werden deutlich gestärkt. Die Zeiten, in denen die Pflege nur am Katzentisch über ihre eigenen Belange mitberaten durfte, müssen endlich der Vergangenheit angehören.“
In einem Interview konkretisierte Laumann 2020 seine Vorstellungen von der Arbeit der Pflegekammer NRW: „Die Pflegekammer wird ganz klassische Aufgaben bekommen, die andere Heilberufskammern schon lange haben. Dazu gehört, dass Kammern die Fort- und Weiterbildungen der eigenen Profession regeln und natürlich weiterentwickeln... Des Weiteren kann die Pflegekammer eine Berufsordnung erlassen, denn ich bin fest davon überzeugt, dass Pflegende selbst am besten wissen, was gute Pflege ist. Außerdem wird sie in zahlreichen Gremien beteiligt sein, deren Themen die Pflege direkt betreffen.“

### Corona-Ausbruch bei Tönnies
Seit längerem kritisiert Karl-Josef Laumann die mangelhaften Arbeitsbedingungen in deutschen Schlachtbetrieben. Laumann fordert einen radikalen Wandel in der deutschen Fleischindustrie:

„Ich hab es mir abgewöhnt mich noch über die Bedingungen in der Fleischindustrie zu ärgern. Ich weiß schon lange, wie die sind. In Strukturen ohne Transparenz, wie in der Fleischindustrie, kann es kein Vertrauen geben, sondern nur klare gesetzliche Vorgaben.“

In Nordrhein-Westfalen hatten der Schlachtbetrieb Tönnies und seine Subunternehmer beim Landschaftsverband Westfalen-Lippe Anträge auf Lohnkostenerstattung gestellt. Hintergrund waren die Quarantänemaßnahmen, die nach dem massiven Corona-Ausbruch unter Tönnies-Arbeitern am Stammsitz in Rheda-Wiedenbrück verhängt wurden. Das Infektionsschutzgesetz sah und sieht bis heute eine Erstattung vor, wenn Gesundheitsämter einen Betrieb schließen und Quarantäne anordnen.
Der Forderung von Tönnies nach Lohnerstattung widersprach Laumann deutlich:

„Ich glaube, dass es die öffentlichen Hände in NRW rund um die Problematik Tönnies sehr viel Geld gekostet hat. Sowohl die beiden Landkreise als auch uns. Wenn Herr Tönnies wirklich Ansprüche gegen uns hätte, dann bin ich ein Mensch, der will, dass man die Sachen auch gegeneinander aufrechnen muss. Ich sehe Stand heute nicht, dass Herr Tönnies irgendwelche Überweisungen vom Land NRW erwarten kann.“

### Kritik an kostenlosen Corona-Tests
Laumann sprach sich grundsätzlich für verpflichtende Corona-Tests für Reiserückkehrer aus Risikogebieten aus. Der NRW-Gesundheitsminister kritisierte jedoch, dass der Bundesgesundheitsminister Jens Spahn die Tests kostenfrei anbieten wollte. Laumann forderte daraufhin:

„Wer in Risikogebiete reise, müsse Solidarität gegenüber der Gemeinschaft aufbringen und ausschließen, dass andere Menschen anschließend angesteckt würden. Es gehe dabei nicht nur um den Urlaubsverkehr im Sommer. Deshalb könne die Übernahme der Kosten durch den Staat auf Dauer keine staatliche Leistung sein. Jeder Reisende zahlt ja auch für die Sicherheit seines Gepäcks.“

### Aufruf an die Ärzteschaft zur Booster-Impfung ab Ende 2021
Am 16. November 2021 erklärte Laumann auf dem Medica Econ Forum der Techniker Krankenkasse in Düsseldorf unter Hinweis auf die 36 Euro Honorar pro Impfung am Wochenende: „Die Hausärzte müssen jetzt mehr impfen, sie wollten das ja ... statt Golfplatz am Samstag Impfen am Samstag.“ Laumann reagierte damit auf die Position von Andreas Gassen, Vorstandsvorsitzender der Kassenärztlichen Bundesvereinigung, der keine Notwendigkeit gesehen hatte, die Impfzentren wiederzueröffnen, da die Arztpraxen der richtige Ort auch für die sogenannten Booster-Impfungen seien.

## Mitgliedschaften
- Mitglied der IG Metall
- Mitglied im Kolpingwerk
- Mitglied in der Katholischen Arbeitnehmerbewegung

## Ehrungen
- 2005: Bundesverdienstkreuz am Bande
- 2006: Heinrich-Brauns-Preis
- 2011: Schützenkönig des Bürgerschützenvereines St. Hubertus Birgte e. V.
- 2014: Ehrennadel des Westdeutschen Handwerkskammertags
- 2016: Verdienstorden des Landes Nordrhein-Westfalen[25]
- 2018: Deutscher Pflegepreis
- 2021: Goldenes Karussellpferd[26]
- 2023: Ordo-Socialis-Preis[27]
- 2025: Huntington Medaille HZ NRW

## Kabinette
- Kabinett Rüttgers
- Kabinett Laschet
- Kabinett Wüst I
- Kabinett Wüst II